# Haager Bauernaufstand
Der Haager Bauernaufstand war ein Aufbegehren der Bauern in der bayerisch dominierten Reichsgrafschaft Haag gegen den bayerischen Herzog im Jahr 1596.
1567 wurden nach dem Tod des letzten Fraunbergers Graf Ladislaus von Fraunberg-Haag die bayerischen Herzöge vom Kaiser mit der Grafschaft Haag belehnt. Die Beseitigung der alten Rechte und Steuererhöhungen führten zu Beginn des Jahres 1596 zu zwei Bauernversammlungen, an denen sich fast alle 1500 Bauern des Landes beteiligten. Die Bauern wählten aus sich einen Ausschuss von acht Fähnleinführern und forderten die alten Grafschafter Rechte. Zwei herzogliche Beamte sollen durch die Bauern verprügelt worden sein.
Obwohl die stattgefundenen Bauernversammlungen durchaus alten Gewohnheiten entsprachen, wertete sie der regierende Herzog Maximilian I. als Rebellion und forderte die Hinrichtung der aufständischen Rädelsführer. Eine herzogliche Kommission mit 150 Bewaffneten erstickte den  Aufruhr rasch. Maximilians Vater Herzog Wilhelm V. konnte die Situation entschärfen und setzte durch, dass der „Aufstand“ gerichtlich untersucht wurde. Die Anführer wurden letztlich in München zu Zwangsarbeit verurteilt. Den zwei Hauptführern, die ursprünglich zum Tode verurteilt worden waren, wurden zwei Finger der linken Hand abgehackt.
Insgesamt war die herzogliche Reaktion auf die Bauernversammlungen in Haag eine Vorstufe auf dem Weg zum faktischen Verbot dieser althergebrachten Versammlungsrechte mit dem bayerischen Landrecht von 1616. Haag blieb bis 1804 eine wenngleich bayrisch dominierte „freie, den bayrischen Kurlanden nicht eingegliederte Reichsgrafschaft“. Erst mit der Mediatisierung 1804 kam die Grafschaft Haag endgültig an Bayern.